# Beverbeekhoeve

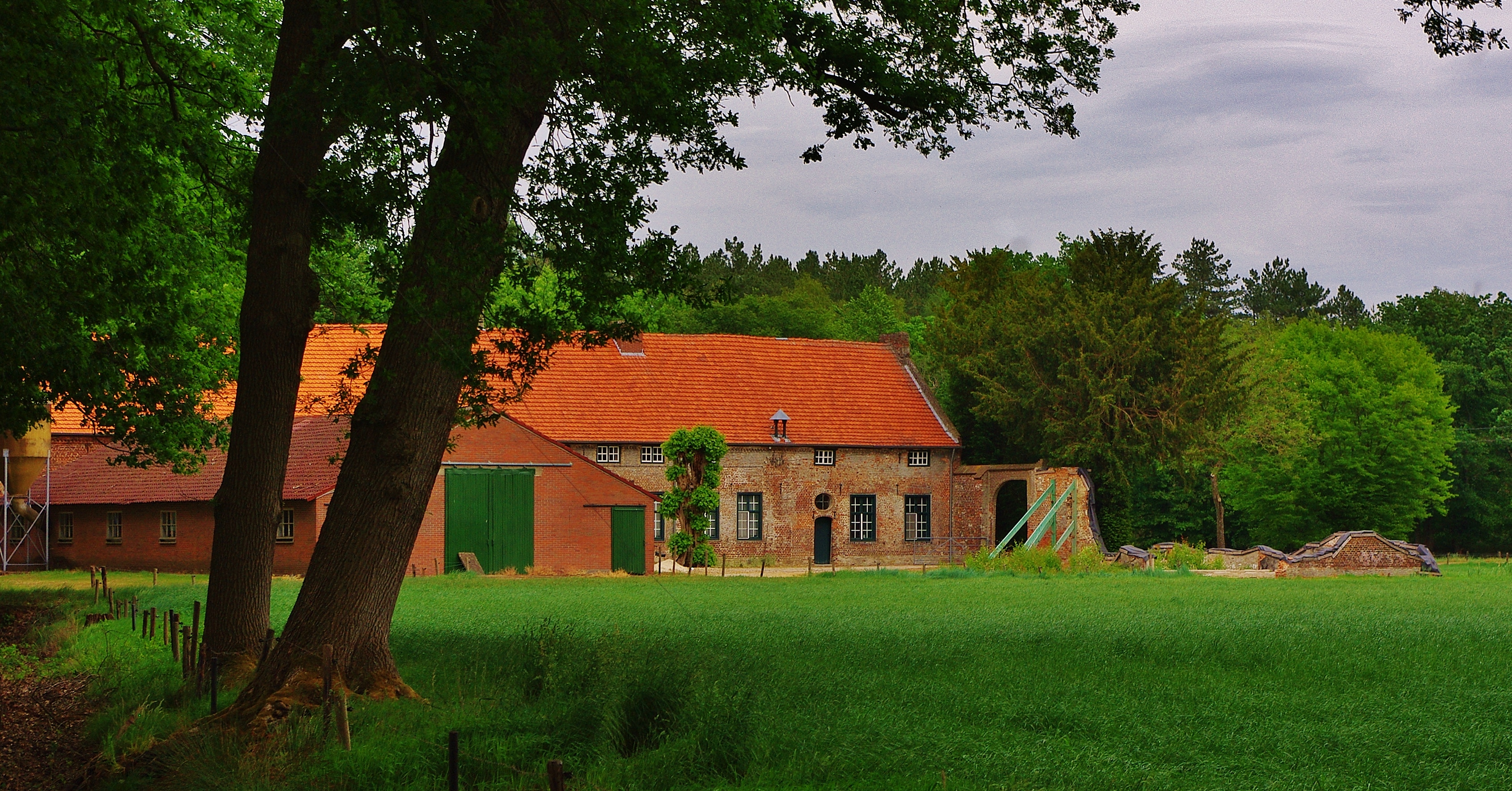

De Beverbeekhoeve is een historische boerderij die zich bevindt ten noordoosten van Achel (Belgisch Limburg), aan Beverbeek 21.

## Geschiedenis
Het betreft een voormalige laathoeve die verbonden was aan de Heerlijkheid Grevenbroek. In 1360 werd de hoeve voor het eerst vermeld. In 1680 kwam het goed aan Gerard Beckers, die drossaard was van het ambt Pelt-Grevenbroek. Mogelijk dateert de huidige hoeve uit deze tijd.
L.A. Lepas, kanunnik aan de Sint-Maartensbasiliek te Luik, kocht het goed midden 18e eeuw, voerde herstelwerk uit, en liet in 1754 een huiskapel bouwen. Boven de ingang is het volgende chronogram aangebracht: CORDE CONTRITO INTROITE AD ALTARE DEI (Kom, indien het hart bedrukt is, naar het altaar Gods).
In 1786 kwam de hoeve in aan L. Fr. Hodeige, die eveneens herstelwerkzaamheden uitvoerde, en in 1874 kocht Mathias Peter Slegers de hoeve. In 1936 kwam de hoeve door vererving in bezit van de Katholieke Universiteit Leuven en in 1992 werd een nieuwe veestal gebouwd.

## Gebouw
Het geheel bestaat uit een aantal losse gebouwen: Een langgerekt woongedeelte, enkele oude en ook recente stallen, meest haaks op het woongedeelte, en een bakhuis.

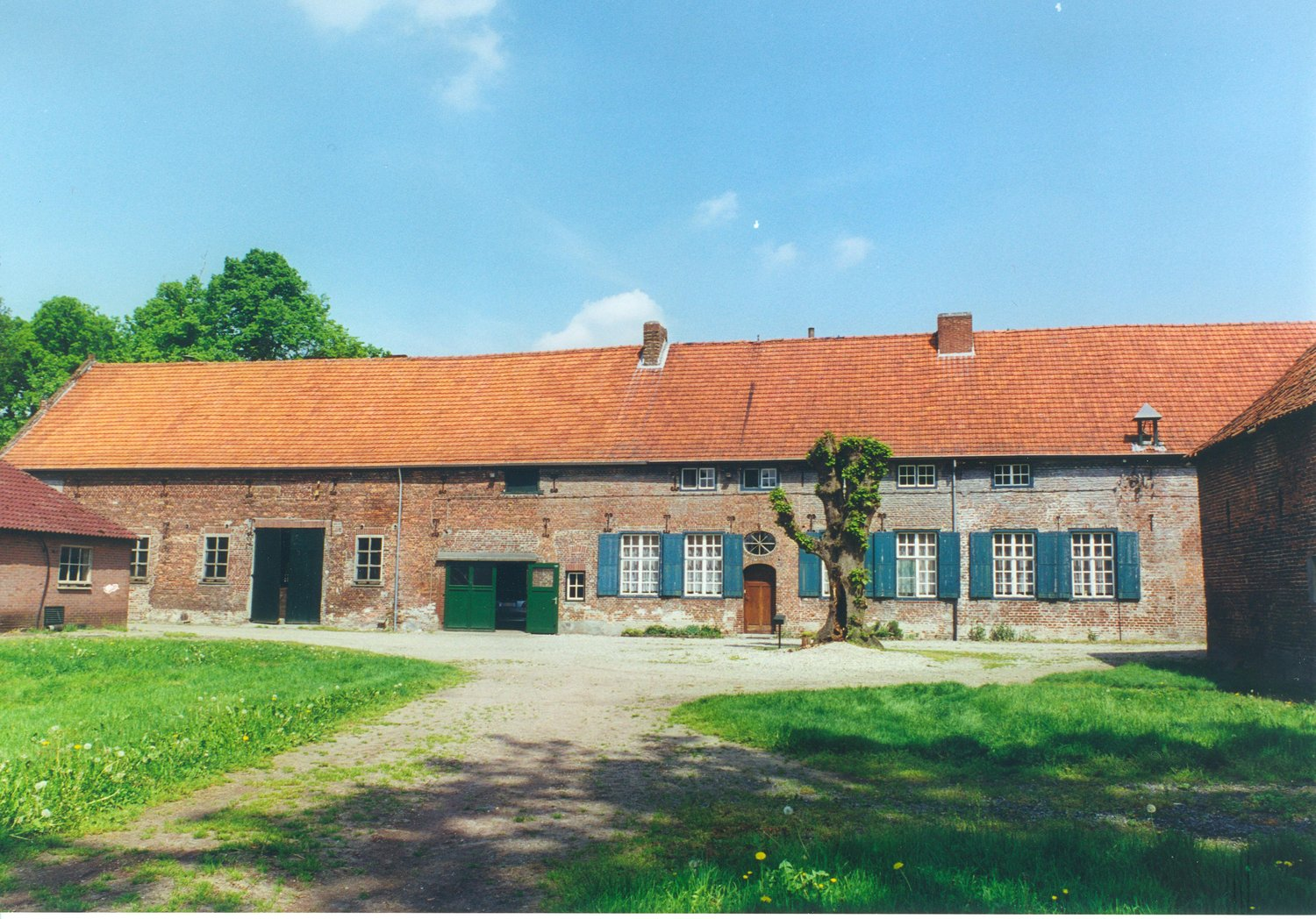
Zuidzicht
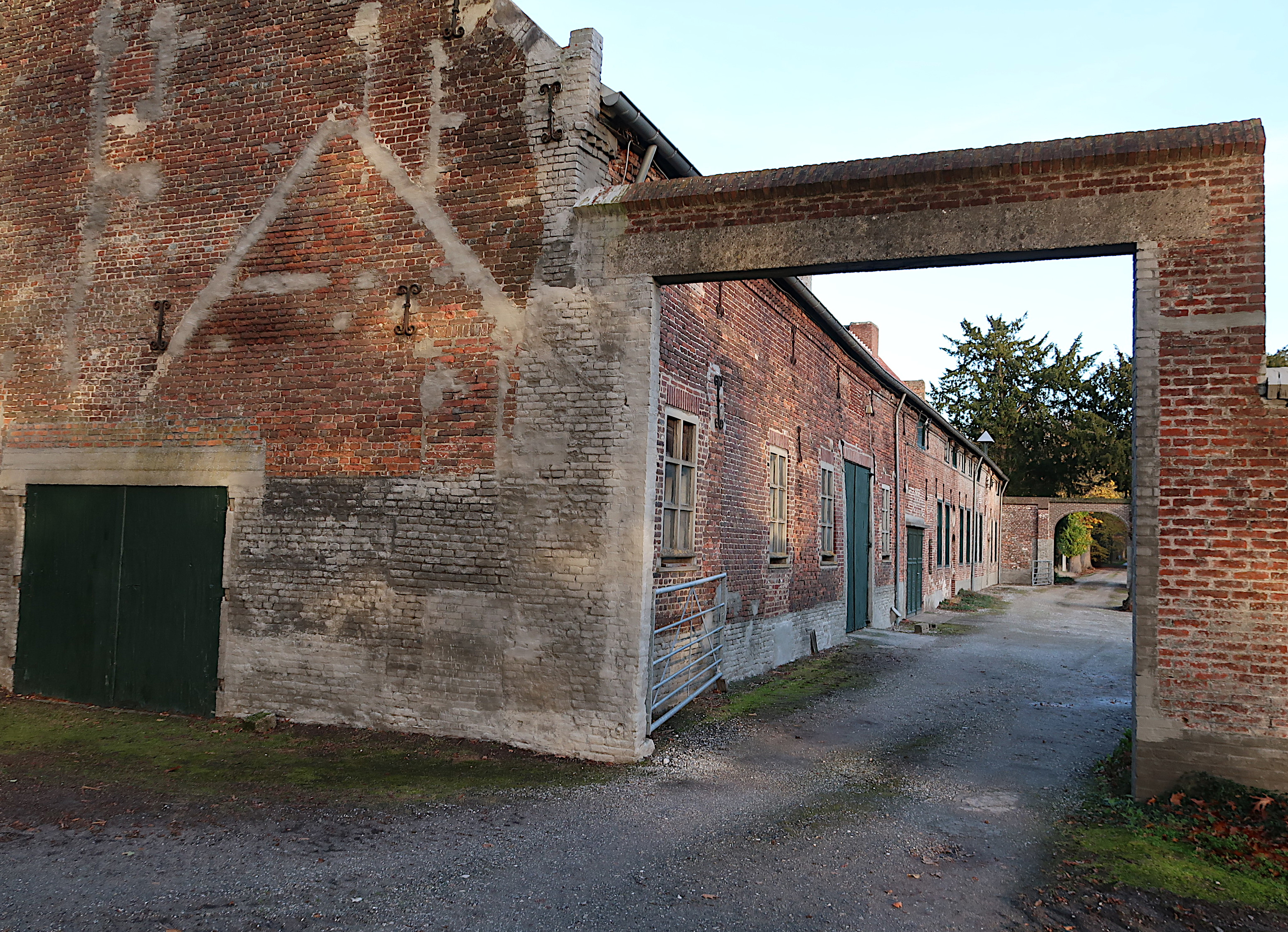
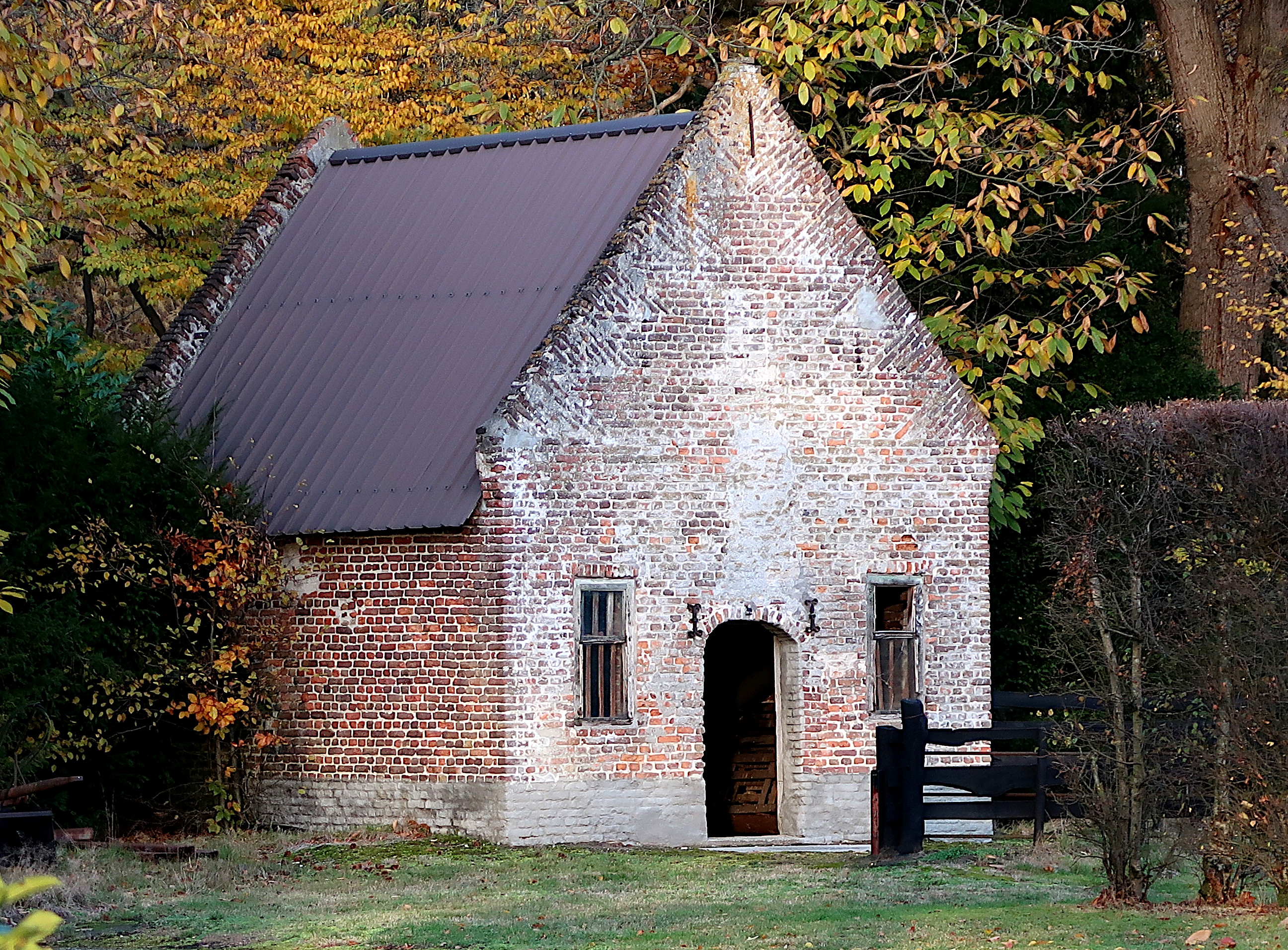
Bakhuis

## Omgeving
Het geheel ligt te midden van bosgebieden, zowel droge naaldbossen als vochtige bossen in de vallei van de westelijk gelegen Warmbeek. In het noorden ligt de Beverbeekse Heide en in de onmiddellijke nabijheid vindt men bovendien Kasteel Beverbeek, een herenhuis in Tudorstijl.

## Externe bron
- Onroerend erfgoed